# Свято-Успенська церква (Рівне)
Свято-Успенська церква — одна з найстаріших культових споруду у місті Рівному, належить до пам'яток дерев'яної архітектури. Збережена до нашого часу майже в неушкодженому стані. Розташовується за адресою: місто Рівне, вулиця Шевченка, 113. Є пам'яткою архітектури національного значення Рівненської області, охоронний номер 1486 1.

## Історія

### Церква у середині XVIII— на початку XIX століття
Успенська Церква була побудована у 1756 році, рік її виникнення датується згідно з надписом, який зберігся до наших часів на дверях будівлі. Раніше Успенська церква мала назву Омелянівської. Це було пов'язано з шляхом на село Велика Омеляна, який проходив неподалік від міста Рівне. Відсутні будь-які відомості про існування церкви, яка була б її попередницею. Історики роблять висновок про давні традиції церкви, свідченням яких є збережені давні реліквії, наприклад Євангеліє 1634 року. Будівництво церкви було здійснене завдяки коштам парафіян. Тривалий час вона була греко-католицькою. Церква була освячена 1756 року. В архіві містяться перші згадки про будівлю, які датуються початком XIX століття. Вони свідчать про заснування храму, про дарчий лист на земельну ділянку та про освячення церковного приміщення. Зберігся документ, створений у 1806 році священиком Симеоном Федоровичем, у якому міститься історичний опис церкви.

### Церква у XX столітті
У XX столітті відбулось закриття багатьох храмів. Цінні ікони та реліквії з міста Рівного та усієї округи звозили на зберігання саме в Успенську церкву, тому що вона була діючою. У 1960-х роках планувалось знесення церкви. На її місті прагнули побудувати гуртожиток для одного із діючих технікумів. Проте, церковне приміщення було врятоване від зносу мешканцями вулиці Шевченка, на якій церква розташовувалась. У 1979 році Свято-Успенська церква із дзвіницею набула статусу пам'ятки архітектури національного значення.

### Після Незалежності
На подвір'ї церкви у 2000 році побудували каплицю на честь Різдва Христового. У 2001 році поряд із дзвіницею було розташовано пам'ятний знак, який мав на меті увіковічити Михайла Носаля, який протягом цілих п'ятнадцяти років був протоієреєм Свято-Успенської церкви. У 2003 році збудували будинок, який використовують у зимовий період часу для хрещень та занять у недільній школі. У 2006 році відзначалось 250-річчя з моменту заснування храму. Спеціально для цієї події було приурочене проведення ремонтних робіт у церкві та на прилеглій території. Церкву пофарбували, замінили підлогу на паркет з гідроізоляцією, стіни всередині приміщення оббили водостійкою фанерою. До церкви провели опалення і газ, а ззовні зробили покриття новою бляхою. Нещодавно була замінена одна архітектурна деталь: кам'яну огорожу подвір'я, якій нараховувалось багато років, замінили на нову — ажурну металеву. Найдавніший храм Рівного є унікальним об'єктом, який приваблює туристів з інших міст. Будівля має велику популярність серед майбутніх сімейних пар, які бажають обвінчатись.

## Архітектура

### Первозданний вигляд
Храм належить до категорії творінь волинської школи дерев'яного зодчества. Церква є дерев'яною будівлею, для спорудження якої не використовувались металеві цвяхи. Розташовувалась на кам'яному фундаменті. Для побудови пам'ятки використанні три зруби з однаковою висотою. Церква одноглава, середня частина — восьмигранна, виступ для вівтаря має п'ятигранну форму. Дзвіниця налічувала два яруси та увінчувалась восьмигранним шатром. Для покриття храму використовувався природний матеріал — ґонт. Древня церква мала один купол, який покривала бляха. У приміщенні було двоє дверей, три залізні хрести і більше 10 вікон. Розміри храму описувались таким чином: в висоту нараховувалось — 34 ліктя, в ширину — 14, а довжина сягала розміру трьох десятків ліктів. Згідно з історичними даними одиниця вимірювання, яка тоді використовувалась у цих краях, сягала 47,6 сантиметрів. Церква мала у своїй власності землю, загальна площа якої у 1798 році сягала 24 днів оранки. Подвір'я пам'ятки в довжину становило 80 аршин, а в ширину — 49 аршин. Один аршин рівнявся 71, 1 сантиметру. Оточував територію паркан, який виготовили із соснових дощок. На території церковного подвір'я містилась дзвіниця з п'ятьма дзвонами, також побудована із дерева. Один із дзвонів, по боках містив зображення. З однієї сторони була зображена Божа Матір, з іншого — розп'яття Христа. Вага дзвона була 250 ок., з урахуванням того, що 1 ок., — це 1,3 кг. Цей дзвін з'явився у 1979 році. Інші дзвони мали меншу вагу: від 5 до 100 ок., вони були відлиті у різні роки, з 1666 року по 1805 рік, зображень не містили.

### Інтер'єр
На початку XIX століття стіни церкви не були розписані, в приміщенні знаходився іконостас із дерева, датований 1784 роком. Він був створений у стилі бароко, були присутні елементи розпису спеціальними фарбами срібного та золотого кольору, які використовувались для іконопису. Були помітні елементи різьби. По бокам іконостасу знаходились декілька ікон, з лівої сторони — ікона Божої Матері, поряд неї розташовувалась ікона Петра та Павла та ікона святителя Миколая. З правої сторони розмістили ікону архістратига Михаїла та ікону Спасителя. У наш час у період посту іконостас церкви закривається страсними іконами. Поблизу крилосу розміщується храмова ікона. Одна з ікон церкви, яка датується 1790 роком, збережена до нашого часу.